# (3679) Condruses
(3679) Condruses (1984 DT) – planetoida z grupy pasa głównego asteroid okrążająca Słońce w ciągu 3,26 lat w średniej odległości 2,2 au Odkrył ją Henri Debehogne 24 lutego 1984 roku.